# 井上有景
井上 有景（いのうえ ありかげ）は、戦国時代の武将。毛利氏の家臣。安芸井上氏は清和源氏の流れを汲む信濃源氏井上氏の支流。

## 生涯
安芸井上氏の井上勝光の子として生まれる。
大永3年（1523年）7月15日に毛利幸松丸が死去すると、毛利氏の重臣は幸松丸の叔父である毛利元就に家督相続を要請することとなった。同年7月27日、有景は元就へ家督相続を要請する連署状を持参するよう志道広良に命じられ、国司有相とともに元就への使者を務めた。
享禄5年（1532年）7月13日の毛利氏家臣団32名が互いの利害調整を元就に要請した連署起請文では16番目に「井上豊後守有景」と署名している。
それ以外の有景の動向は不明であるが、後に元就は自分を支えてくれた家臣の一人に有景の名を挙げている。その他、有景と共に名前を挙げられているのは志道広良、井上俊秀、井上俊久、粟屋元国、国司有純、国司有相。
なお、天文19年（1550年）7月の元就による安芸井上氏粛清の際には嫡男の元有、次男の元重、元有の長男の与四郎（就勝）、元重の子の就義は殺害されている。